# Liste der Baudenkmale in Negenborn
In der Liste der Baudenkmale in Negenborn sind die Baudenkmale der niedersächsischen Gemeinde Negenborn im Landkreis Holzminden aufgelistet.

## Allgemein
In den Spalten befinden sich folgende Informationen:
- Lage: die Adresse des Baudenkmales und die geographischen Koordinaten. Kartenansicht, um Koordinaten zu setzen. In der Kartenansicht sind Baudenkmale ohne Koordinaten mit einem roten Marker dargestellt und können in der Karte gesetzt werden. Baudenkmale ohne Bild sind mit einem blauen Marker gekennzeichnet, Baudenkmale mit Bild mit einem grünen Marker.
- Bezeichnung: Bezeichnung des Baudenkmales
- Beschreibung: die Beschreibung des Baudenkmales. Unter § 3 Abs. 2 NDSchG werden Einzeldenkmale und unter § 3 Abs. 3 NDSchG Gruppen baulicher Anlagen und deren Bestandteile ausgewiesen.
- ID: die Objekt-ID des Baudenkmales
- Bild: ein Bild des Baudenkmales, ggf. zusätzlich mit einem Link zu weiteren Fotos des Baudenkmals im Medienarchiv Wikimedia Commons. Wenn man auf das Kamerasymbol klickt, können Fotos zu Baudenkmalen aus dieser Liste hochgeladen werden:

## Negenborn

### Gruppe: Klostergut Amelungsborn
Die Gruppe „Klostergut Amelungsborn“ hat die ID 26973853.

| Lage                                                | Bezeichnung                  | Beschreibung                                   | ID       | Bild           |
| --------------------------------------------------- | ---------------------------- | ---------------------------------------------- | -------- | -------------- |
| Klostergut Amelungsborn 51° 53′ 43″ N, 9° 35′ 39″ O | Kirche (Bauwerk)             | Klosterkirche des Klosters Amelungsborn        | 26801463 | Weitere Bilder |
| Klostergut Amelungsborn 51° 53′ 42″ N, 9° 35′ 37″ O | Abtshaus                     | Der Stein                                      | 26801482 | BW             |
| Klostergut Amelungsborn 51° 53′ 42″ N, 9° 35′ 36″ O | Konventgebäude (Konventsaal) | Brauhaus (ehem. als „Dormitorium“ verzeichnet) | 26801503 | BW             |
| Klostergut Amelungsborn 51° 53′ 42″ N, 9° 35′ 39″ O | Nebengebäude                 | Neue Bibliothek, ehem. Eiskeller               | 26801521 | BW             |
| Klostergut Amelungsborn 51° 53′ 42″ N, 9° 35′ 41″ O | Wohnhaus                     | Kantorei                                       | 26801537 |                |
| Klostergut Amelungsborn 51° 53′ 43″ N, 9° 35′ 42″ O | Stall                        |                                                | 26801556 | BW             |
| Klostergut Amelungsborn 51° 53′ 43″ N, 9° 35′ 42″ O | Stall                        |                                                | 26801574 | BW             |
| Klostergut Amelungsborn 51° 53′ 44″ N, 9° 35′ 42″ O | Wohnhaus                     | Priorei                                        | 26801592 | BW             |
| Klostergut Amelungsborn 51° 53′ 44″ N, 9° 35′ 39″ O | Grabdenkmal                  | J. F. Hartmann                                 | 26801611 | BW             |
| Klostergut Amelungsborn 51° 53′ 46″ N, 9° 35′ 39″ O | Torhaus                      |                                                | 26801627 | BW             |
| Klostergut Amelungsborn 51° 53′ 46″ N, 9° 35′ 40″ O | Werkstatt                    |                                                | 26801645 | BW             |
| Klostergut Amelungsborn 51° 53′ 46″ N, 9° 35′ 39″ O | Werkstatt                    |                                                | 26801663 | BW             |
| Klostergut Amelungsborn 51° 53′ 45″ N, 9° 35′ 34″ O | Park                         |                                                | 26801681 | BW             |
| Klostergut Amelungsborn 51° 53′ 47″ N, 9° 35′ 40″ O | Nebengebäude                 |                                                | 26801696 | BW             |
| Klostergut Amelungsborn 51° 53′ 49″ N, 9° 35′ 38″ O | Stall                        |                                                | 26801714 | BW             |
| Klostergut Amelungsborn 51° 53′ 51″ N, 9° 35′ 37″ O | Schafstall                   |                                                | 26801732 | BW             |
| Klostergut Amelungsborn 51° 53′ 52″ N, 9° 35′ 36″ O | Wohnhaus                     | Schäferhaus                                    | 26801748 | BW             |
| Klostergut Amelungsborn 51° 53′ 50″ N, 9° 35′ 36″ O | Wohn-/Wirtschaftsgebäude     |                                                | 26801764 | BW             |
| Klostergut Amelungsborn 51° 53′ 51″ N, 9° 35′ 33″ O | Wirtschaftsgebäude           |                                                | 26801780 | BW             |
| Klostergut Amelungsborn 51° 53′ 49″ N, 9° 35′ 32″ O | Wirtschaftsgebäude           |                                                | 26801796 | BW             |
| Klostergut Amelungsborn 51° 53′ 47″ N, 9° 35′ 33″ O | Nebengebäude                 | Waschhaus                                      | 26801812 | BW             |
| Klostergut Amelungsborn 51° 53′ 48″ N, 9° 35′ 35″ O | Pächterwohnhaus              |                                                | 26801830 | BW             |
| Klostergut Amelungsborn 51° 53′ 49″ N, 9° 35′ 35″ O | Brunnen                      |                                                | 26801851 | BW             |
| Klostergut Amelungsborn 51° 53′ 50″ N, 9° 35′ 28″ O | Mauer                        |                                                | 26801866 |                |

### Gruppe: Mühle Duhnemühle
Die Gruppe „Mühle Duhnemühle“ hat die ID 26973807.

| Lage                                   | Bezeichnung        | Beschreibung | ID       | Bild |
| -------------------------------------- | ------------------ | ------------ | -------- | ---- |
| Duhnemühle 51° 53′ 14″ N, 9° 33′ 31″ O | Mühle (Baukomplex) | Wassermühle  | 26801885 |      |
| Duhnemühle 51° 53′ 13″ N, 9° 33′ 32″ O | Scheune            |              | 26801903 | BW   |
| Duhnemühle 51° 53′ 14″ N, 9° 33′ 30″ O | Scheune            |              | 26801920 | BW   |
| Duhnemühle 51° 53′ 13″ N, 9° 33′ 31″ O | Backhaus           |              | 26801950 | BW   |
| Duhnemühle 51° 53′ 13″ N, 9° 33′ 31″ O | Wasserführung      |              | 26801965 |      |

### Gruppe: Hofanlage Meierhof 4
Die Gruppe „Hofanlage Meierhof 4“ hat die ID 26973841.

| Lage                                  | Bezeichnung              | Beschreibung | ID       | Bild |
| ------------------------------------- | ------------------------ | ------------ | -------- | ---- |
| Meierhof 4 51° 53′ 27″ N, 9° 34′ 4″ O | Wohn-/Wirtschaftsgebäude |              | 26802064 | BW   |
| Meierhof 4 51° 53′ 26″ N, 9° 34′ 3″ O | Scheune                  |              | 26802080 | BW   |

### Gruppe: Ehem. Forsthof Neue Straße 2
Die Gruppe „Ehem. Forsthof Neue Straße 2“ hat die ID 26973796.

| Lage                                    | Bezeichnung | Beschreibung | ID       | Bild |
| --------------------------------------- | ----------- | ------------ | -------- | ---- |
| Neue Straße 2 51° 53′ 5″ N, 9° 34′ 4″ O | Forsthaus   |              | 26802113 | BW   |
| Neue Straße 2 51° 53′ 6″ N, 9° 34′ 3″ O | Scheune     |              | 26802133 | BW   |

### Gruppe: Hofanlagen Schulstraße
Die Gruppe „Hofanlagen Schulstraße“ hat die ID 26973829.

| Lage                                       | Bezeichnung              | Beschreibung | ID       | Bild |
| ------------------------------------------ | ------------------------ | ------------ | -------- | ---- |
| Schulstraße 8 51° 53′ 22″ N, 9° 34′ 4″ O   | Wohn-/Wirtschaftsgebäude |              | 26802183 | BW   |
| Schulstraße 8 51° 53′ 22″ N, 9° 34′ 5″ O   | Scheune                  |              | 26802198 | BW   |
| Schulstraße 8 51° 53′ 22″ N, 9° 34′ 3″ O   | Stall                    |              | 26802213 | BW   |
| Schulstraße 10 51° 53′ 21″ N, 9° 34′ 3″ O  | Wohnhaus                 |              | 26802228 | BW   |
| Schulstraße 11 51° 53′ 21″ N, 9° 34′ 6″ O  | Wohn-/Wirtschaftsgebäude |              | 26802243 | BW   |
| Schulstraße 11 51° 53′ 21″ N, 9° 34′ 5″ O  | Scheune                  |              | 26802258 | BW   |
| Schulstraße 12 51° 53′ 21″ N, 9° 34′ 2″ O  | Schule                   |              | 26802273 |      |
| Schulstraße 14 51° 53′ 21″ N, 9° 34′ 0″ O  | Pfarrhaus                |              | 26802303 | BW   |
| Schulstraße 14 51° 53′ 22″ N, 9° 33′ 59″ O | Nebengebäude             |              | 26802318 | BW   |

### Gruppe: Hofanlage Winkel 23
Die Gruppe „Hofanlage Winkel 23“ hat die ID 26973818.

| Lage                                  | Bezeichnung              | Beschreibung | ID       | Bild |
| ------------------------------------- | ------------------------ | ------------ | -------- | ---- |
| Winkel 23 51° 53′ 20″ N, 9° 33′ 53″ O | Scheune                  |              | 26802349 | BW   |
| Winkel 23 51° 53′ 19″ N, 9° 33′ 54″ O | Wohn-/Wirtschaftsgebäude |              | 26802333 | BW   |

### Einzeldenkmale
| Lage                                               | Bezeichnung              | Beschreibung | ID       | Bild |
| -------------------------------------------------- | ------------------------ | ------------ | -------- | ---- |
| B 64 (Amelungsborn 96) 51° 53′ 54″ N, 9° 35′ 37″ O | Klosterkrug              |              | 26808161 |      |
| Friedhof 51° 53′ 28″ N, 9° 34′ 27″ O               | Kriegerdenkmal           |              | 26801981 | BW   |
| Friedhof 51° 53′ 26″ N, 9° 34′ 28″ O               | Mausoleum                |              | 26801997 | BW   |
| Friedhof 51° 53′ 26″ N, 9° 34′ 28″ O               | Grabdenkmal              | Bendeler     | 26802014 | BW   |
| Lorchensburg 51° 53′ 30″ N, 9° 34′ 27″ O           | Brücke (Bauwerk)         |              | 26802031 | BW   |
| Meierhof 5 51° 53′ 24″ N, 9° 34′ 2″ O              | Scheune                  |              | 26802096 | BW   |
| Poststraße 8 51° 53′ 29″ N, 9° 34′ 11″ O           | Wohn-/Wirtschaftsgebäude |              | 26802149 | BW   |
| Poststraße 9 51° 53′ 28″ N, 9° 34′ 10″ O           | Wohn-/Wirtschaftsgebäude |              | 26802166 |      |